# Björn Nordqvist

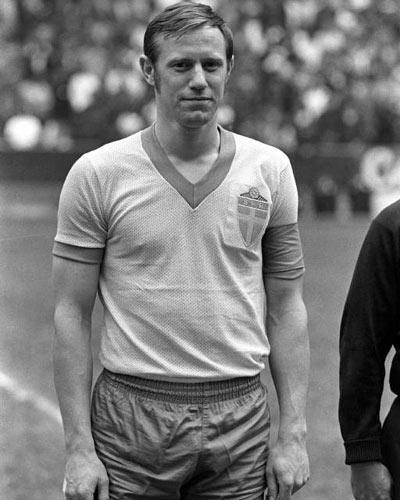
Björn Nordqvist

Björn Axel Göte Nordqvist, född 6 oktober 1942 i Hallsberg, är en svensk före detta fotbollsspelare (mittback).
Björn Nordqvist var den stora backklippan i det svenska landslaget under 1960- och 1970-talen. Nordqvist har kommit att vara måttstocken för efterträdarna på mittbackspositionerna i landslaget (till exempel Patrik Andersson). Under en tid hade Nordqvist rekordet för antalet landskamper i världen. Nordqvist spelade även ishockey och bandy på a-lagsnivå.
Björn Nordqvist är som medlem nr 15 invald i Svensk fotbolls Hall of Fame

## Meriter
- A-landskamper: 115[1] (1963-1978; lagkapten i 92 landskamper)
- VM-turneringar: 1970, 1974, 1978 (10 VM-matcher)
- Guldbollen 1968
- Fair Play-priset 1977
- Invald i Svensk fotbolls Hall of Fame

- Matcher i fotbollsallsvenskan: 362
- Svensk mästare: 1962 och 1963 i IFK Norrköping
- Svensk cupvinnare: 1969
- Nederländsk mästare: 1975
- Nederländsk cupmästare: 1974

### Övriga meriter
Nordqvist medverkade som "Bagarn" Olsson i TV-serien Åshöjdens BK, som spelades in 1985.
Han medverkar också som sig själv i filmerna Svensson, Svensson - i nöd och lust och Fimpen.